# Haut-Nyong
Departament Haut-Nyong – departament w Regionie Wschodnim w Kamerunie ze stolicą w Abong-Mbang. Na powierzchni 36 384 km² żyje około 216,8 tys. mieszkańców.

## Gminy
- Abong-Mbang
- Angossas
- Atok
- Dimako
- Doumaintang
- Doumé
- Lomié
- Mboma
- Messamena
- Messok
- Mindourou
- Ngoyla
- Nguelemendouka
- Somalomo